# Silicio policristalino

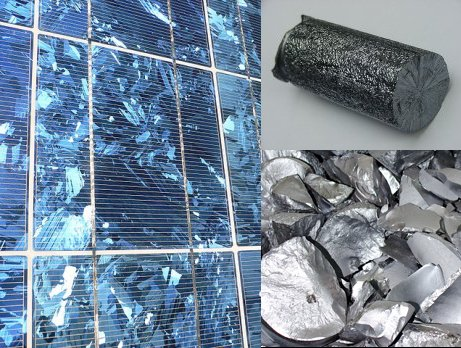
Lado izquierdo: Células solares hechas de silicio policristalino. Lado derecho: vara de polisilicio (arriba) y pedazos (inferior)

Silicio policristalino, también llamado polisilicio, es un material que consiste en pequeños cristales de silicio.  Se diferencia del silicio monocristalino, utilizado en electrónica y célula fotoeléctrica, y del silicio amorfo, que se utiliza para los dispositivos de película delgada y otras células solares.

## Comparación con el monocristalino
En el silicio de cristal único (silicio monocristalino), la red cristalina es homogénea, pudiendo ser reconocida por una coloración incluso externa. En el silicio de cristal único la red cristalina de toda la muestra es continua e ininterrumpida, sin límites de grano. Los cristales individuales grandes son extremadamente raros en la naturaleza y también pueden ser difíciles de producir en el laboratorio (véase también la recristalización). En cambio, en una estructura amorfa el orden en las posiciones atómicas se limita a la corta distancia.

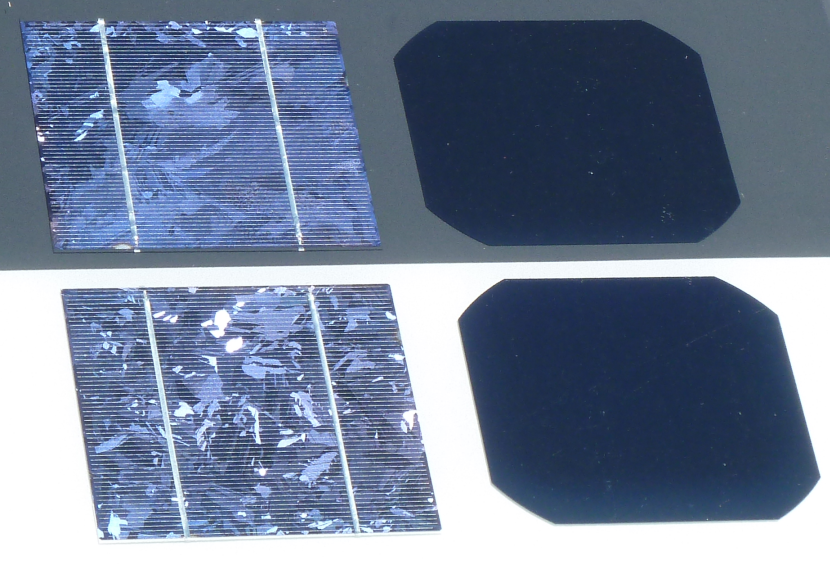
Comparación entre células solares policristalinas (izquierda) y monocristalinas (derecha)

Las fases policristalinas y paracristalinas se componen de un número de cristales más pequeños o cristalitas. El silicio policristalino (o silicio semicristalino, polisilicio, poli-Si, o simplemente "poli") es un material que consta de múltiples pequeños cristales de silicio. Las células policristalinas se pueden reconocer por un grano visible, un "efecto de escamas metálicas". El silicio policristalino de grado semiconductor (también el de grado solar) se convierte a silicio "monocristalino" - lo que significa que las cristalitas asociadas al azar al silicio en el "silicio policristalino", se convierten en un gran cristal "único". El silicio monocristalino se utiliza para la fabricación de la mayoría de dispositivos microelectrónicos basados en silicio. El silicio policristalino puede ser como mucho un 99,9999 % puro. El poli ultrapuro se utiliza en la industria semiconductora, a partir de varillas de "poli" que tienen de dos a tres metros de longitud. En la industria microelectrónica (industria de semiconductores), el poli se utiliza tanto en el nivel de macro-escala, como en el de microescala (componente). Los monocristales se cultivan mediante el proceso de Czochralski, la zona flotante y técnicas de Bridgman.

## Potencial de uso del silicio policristalino

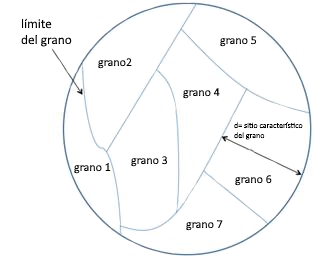
Imagen de los límites de grano del polisilicio. Cada grano es cristalino en toda su anchura. El límite de grano separa los granos en los que el grano adyacente tiene una orientación diferente a la de su vecino. El límite de grano separa regiones de diferente estructura cristalina, sirviendo así como centro de recombinación. En este caso, "d" es un tamaño de grano característico, que debe maximizarse para obtener la máxima eficiencia de la célula solar. Los valores típicos de d son de aproximadamente 1 micrómetro.

En la actualidad, el polisilicio se utiliza habitualmente como material conductor en dispositivos semiconductores como los MOSFET; sin embargo, tiene potencial para dispositivos fotovoltaicos a gran escala. La abundancia, estabilidad y baja toxicidad del silicio, combinadas con el bajo coste del polisilicio en comparación con los monocristales, hacen que esta variedad de material resulte atractiva para la producción fotovoltaica. Se ha demostrado que el tamaño de grano tiene un efecto sobre la eficiencia de las células solares policristalinas. La eficiencia de las células solares aumenta con el tamaño del grano. Este efecto se debe a la reducción de la recombinación en la célula solar. La recombinación, que es un factor limitante de la corriente en una célula solar, se produce con mayor frecuencia en los límites de los granos, véase la figura 1.
La resistividad, la movilidad y la concentración de portadores libres en el silicio monocristalino varían con la concentración de dopaje del silicio monocristalino. Mientras que el dopaje del silicio policristalino tiene un efecto sobre la resistividad, la movilidad y la concentración de portadora libre, estas propiedades dependen en gran medida del tamaño del grano policristalino, que es un parámetro físico que el científico de materiales puede manipular. Mediante los métodos de cristalización para formar silicio policristalino, un ingeniero puede controlar el tamaño de los granos policristalinos, lo que variará las propiedades físicas del material. 

## Nuevas ideas para el silicio policristalino
El uso de silicio policristalino en la producción de células solares requiere menos material y, por tanto, proporciona mayores beneficios y un mayor rendimiento de fabricación. El silicio policristalino no necesita depositarse sobre una oblea de silicio para formar una célula solar, sino que puede depositarse sobre otros materiales más baratos, reduciendo así el coste. El hecho de no necesitar una oblea de silicio alivia la escasez de silicio a la que a veces se enfrenta la industria microelectrónica. Un ejemplo de no utilización de obleas de silicio son los materiales de silicio cristalino sobre vidrio (CSG).
Una de las principales preocupaciones de la industria fotovoltaica es la eficiencia de las células. Sin embargo, un ahorro de costes suficiente en la fabricación de células puede ser adecuado para compensar una menor eficiencia sobre el terreno, como por ejemplo el uso de conjuntos de células solares más grandes en comparación con diseños más compactos/de mayor eficiencia. Diseños como el CSG resultan atractivos por su bajo coste de producción incluso con una eficiencia reducida. Los dispositivos de mayor eficiencia producen módulos que ocupan menos espacio y son más compactos; sin embargo, la eficiencia del 5-10 % de los dispositivos CSG típicos sigue haciéndolos atractivos para su instalación en grandes centrales, como una central eléctrica. La cuestión de la eficiencia frente al coste es una decisión de valor que depende de si se necesita una célula solar "energéticamente densa" o se dispone de superficie suficiente para la instalación de alternativas menos costosas. Por ejemplo, una célula solar utilizada para la generación de energía en un lugar remoto podría requerir una célula solar más eficiente que una utilizada para aplicaciones de baja potencia, como iluminación solar de realce o calculadoras de bolsillo, o cerca de redes eléctricas establecidas.